# Fatih Sonkaya
Fatih Sonkaya (Oltu, 1 de julho de 1981) é um ex-futebolista profissional turco que atuava como defensor. 

## Carreira
Na infância foi viver nos Países Baixos, onde efectuou toda a sua formação como jogador. Defesa direito bastante possante tem revelado algumas dificuldades físicas e de velocidade que o impediu de se impor no plantel do FC Porto.
Ele integrou a Seleção Turca de Futebol na Copa das Confederações de 2003.

## Títulos
Turquia
- Copa das Confederações: 3º lugar 2003

 Porto
- Primeira Liga: 2005/06
- Supertaça Cândido de Oliveira: 2005/06